# Illés apokalipszise
Illés apokalipszise egy névtelen apokrif, amelyet egy angyal által adott kinyilatkoztatásként mutatnak be. Ma az Apokalipszisnek két változata ismert: kopt (keresztény, csak töredékek) és héber (zsidó).  A cím Illés szövegen belüli említéséből származik, bár nincs más ok azt feltételezni, hogy ő a szerző.

## Illés és Szofóniás apokalipszisei

### A két mű rövid leírása
Illés apokalipszise egy „mozaik” apokalipszis, különböző jövendölések töredékeinek összeillesztett együttese. Egy gonosz királyról szól, aki új háborúkat indít Egyiptomban. Nyugatról azonban felkel egy király, aki ordító oroszlánként jár a tengeren, és megöli az igazságtalan királyt. Ezt követően zavaros időszak köszönt Egyiptomra. Három perzsa király megütközik négy asszír királlyal, akiket a végén legyőznek. A perzsa királyok megparancsolják, hogy öljék meg a pogányokat és állítsák helyre a szent Templomokat. Egy virágzó korszak után az igaz királynak köszönhetően Jeruzsálemben fellép az Antikrisztus, a törvénytelenség fia, aki számos csodát visz végbe, megvalósítva a Felkent által beteljesített dolgokat. Tabitha, a szűz azonban leleplezi őt, majd Illés és Hénok is. Az Antikrisztus elpusztítja Isten tanúit és számos más szentet is. A végén azonban elérkezik a Messiás, hogy megmentse az életben maradtakat. Illés és Hénok, miután visszanyerték szellemi testüket, megölik a törvénytelenség fiát. A Messiás eljön, hogy ezer évig uralkodjon a szentekkel a megújult földön. J. M. ROSENTHIEL úgy gondolja, hogy az Antikrisztus legendájának történelmi háttere a Hasmoneus-időszak. Az Antikrisztus II. Hürkánosszal azonosítható, a szűz Tabitha pedig a qumráni közösséggel.

  Szofóniás apokalipszise egy hiányos elbeszélést tartalmaz, és az elítéltek, meg az igazak helyére tett utazásról szól. A pokolban az utazó a Vádló kezében egy tekercset lát, amelyre fel vannak írva vétkei, egy másikra pedig jótettei. Az igazak helyén szemléli az ősatyákat és hallja, ahogy az igazak közbenjárnak az elítéltekért. A szerző nem kizárólag a lelkek tartózkodási helyét írja le, hanem azt az utazást is, amit a lelkeknek meg kell tenniük. A csónakkal történő megérkezés az elítéltek helyére, a jó és a rossz cselekedetek mérlegelése elárulja, hogy a szerzőt az egyiptomi gondolkodás befolyásolta. Az igazak közbenjárása az elítéltekért jelentősen hozzájárult a purgatórium tanának kifejlődéséhez.